# Ursula Reutner
Ursula Reutner (* 6. října 1975 v Bayreuthu) je německá lingvistka a vedoucí Katedry románských jazyků a kultur na Univerzitě Passau.

## Život
Ursula Reutner studovala na Univerzitě Bamberg a na Univerzitě Paříž IV-Sorbonne. V roce 2004 získala doktorát na Univerzitě Augsburg. Za svoji disertační práci o Sprache und Identität obdržela Cenu Elise Richterové Německého spolku romanistů a Prix Germaine de Staël Sdružení frankofonních lingvistů. 2007 habilitovala prací na téma Sprache und Tabu. Její studijní, pedagogické a výzkumné pobyty ji opakovaně zavedly na řadu univerzit v Evropě, Americe, Africe a Asii.
Od roku 2009 vede Katedru románských jazyků a kultur na Univerzitě Passau. Nabídky Univerzity Heidelberg, v roce 2011, a Univerzity Paderborn, v roce 2014, odmítla. Od roku 2010 je vědeckou ředitelkou Institutu pro interkulturní komunikaci a od roku 2014 je vedoucí Jazykového centra Univerzity Passau. Mezi lety 2014 a 2018 byla viceprezidentkou pro internacionální vztahy na pasovské univerzitě.
V roce 2018 získala čestný doktorát Univerzity del Salvador v Buenos Aires.

## Oblasti výzkumu
Ursula Reutner zkoumá vícejazyčnost ve společnosti, jazyková tabu a působení digitalizace na jazyk.

## Vyznamenání
- Bavorský řád za zásluhy (2023)
- Paul Harris Fellow[4] nagroda Rotary International (2021)
- Čestný doktorát[5] Univerzity del Salvador w Buenos Aires (2018)
- Prix Germaine de Staël[6] Sdružení frankofonních lingvistů (2006)
- Cena Elise Richterové[7] Německého spolku romanistů (2005)

## Publikace (výběr)
- Manual of Romance Languages in Africa. De Gruyter, Berlin/Boston 2024, ISBN 978-3-11-062610-0.
- Manuel des francophonies. De Gruyter, Berlin/Boston 2017, ISBN 978-3-11-034670-1
- Interkulturelle Kompetenz. Anleitung zum Fremdgehen – Ein Lernparcours. Westermann, Braunschweig 2015, ISBN 978-3-14-162172-3
- Lingüística mediática y traducción audiovisual. Peter Lang, Frankfurt am Main 2015, ISBN 978-3-631-66486-5
- Von der Zeitung zur Twitterdämmerung. LIT, Münster 2014, ISBN 978-3-643-12451-7
- Bienvenue chez les Ch'tis. Reclam, Stuttgart 2013, ISBN 978-3-15-019821-6
- Political Correctness. Peter Lang, Frankfurt 2012, ISBN 978-3-631-62242-1
- Von der digitalen zur interkulturellen Revolution. Nomos, Baden-Baden 2012 ISBN 978-3-8329-7880-8
- Geschichte der italienischen Sprache. Narr, Tübingen 2011, ISBN 978-3-8233-6653-9
- Sprache und Tabu, Interpretationen zu französischen und italienischen Euphemismen. Beihefte zur Zeitschrift für Romanische Philologie, 346. Max Niemeyer, Tübingen 2009, ISBN 978-3-484-52346-3
- 400 Jahre Quebec. Kulturkontakte zwischen Konfrontation und Kooperation. Winter, Heidelberg 2009, ISBN 978-3-8253-5708-5
- Beiträge zur Kreolistik. Buske, Hamburg 2007, ISBN 978-3-87548-478-6
- Sprache und Identität einer postkolonialen Gesellschaft im Zeitalter der Globalisierung. Eine Studie zu den französischen Antillen Guadeloupe und Martinique. Buske, Hamburg 2005, ISBN 3-87548-423-1